# Newcastle Vipers
Les Newcastle Vipers sont un club de hockey sur glace de Newcastle upon Tyne en Angleterre. Il évolue dans le Championnat du Royaume-Uni de hockey sur glace.

## Historique
Le club est créé en 2002. En 2005, il est promu en EIHL.

## Palmarès
- Aucun titre.